# Sigmodontinis
Els sigmodontinis (Sigmodontini) són una tribu de rosegadors de la família dels cricètids. Els únics representants vivents d'aquest grup són les espècies del gènere Sigmodon, que en alguns països es coneixen amb el nom de «rates cotoneres» perquè construeixen el niu prop del cotó. El gènere extint Prosigmodon visqué a Nord-amèrica durant el Miocè superior i el Pliocè.